# Кабукидза
«Кабукидза» (яп. 歌舞伎座) — основной театр кабуки, расположенный в Гиндзе, Токио. Здание театра, впервые построенное в 1889 году, реконструировалось в 1911, 1924, 1950 и 2013 годах. Здание театра рассчитано на 1964 места.

## История
Оригинальный театр Кабуки-дза представлял собой деревянное здание, построенное в 1889 году на земле, которая была либо Токийской резиденцией клана Хосокава из Кумамото, либо клана Мацудайра из Идзу. Театр был первоначально открыт журналистом и драматургом эпохи Мэйдзи Фукути Гэнъитиро. В спектаклях по его работам участвовали Итикава Дандзюро IX и другие актёры. После смерти Дандзюро в 1903 году Фукути ушёл из театра. Театр был передан корпорации Shochiku в 1914 году, после чего находится исключительно в ведении этой компании.
Здание было разрушено пожаром 30 октября 1921 года; в 1922 году началась реконструкция. Однако здание было не достроено из-за произошедшего в 1923 году великого землетрясения Канто, что стало причиной уничтожения здания. В 1924 году театр был перестроен в японском стиле барокко, а также указан в Токийской фондовой бирже, а 4 января 1925 года состоялась церемония открытия нового здания. Во время Второй мировой войны театр снова сгорел в результате бомбардировок. Театр был восстановлен в 1950 году. Новое здание спроектировал архитектор Исоя Ёсида. 3 января 1951 года состоялась церемония открытия. В 2002 году театр был внесён в список зарегистрированного материального культурного наследия (позже в 2010 году регистрация была отменена). В 2010 году состоялась торжественная церемония закрытия для восстановления строения. 1 марта 2013 года открылся подземный переход, ведущий к станции Хигаси-Гиндза. 27 марта 2013 года состоялась церемония открытия нового здания.